# Katee Sackhoff
Kathryn Ann Sackhoff, mais conhecida como Katee Sackhoff (Portland, 8 de abril de 1980), é uma atriz norte-americana conhecida sobretudo por estrelar a série de televisão do Sci Fi Channel Battlestar Galactica, interpretando Kara "Starbuck" Thrace. Em 2004, ela foi indicada ao Saturn Award na categoria de melhor atriz coadjuvante em séries de televisão, por seu papel como Kara. Em maio de 2006, ela ganhou o Saturn Award pelo mesmo papel na série semanal (em relação ao ano de 2005). Também conquistou o prêmio de Melhor Atriz coadjuvante no Fangoria Chainsaw Awards de 2015 pelo papel de Mary Russel no filme Oculus.
Katee começou com pequenos papéis em filmes como Halloween: Resurrection e no programa de televisão The Education of Max Bickford, além de aparições especiais em diversas séries como E.R. e Cold Case. Katee Sackhoff também protagonizou papéis no filme de ação/ficção científica The Last Sentinel e no thriller psicológico White Noise 2: The Light.

## Filmografia

### Filmes
| Ano  | Título                                                 | Papel                           | Notas                                                                  |
| ---- | ------------------------------------------------------ | ------------------------------- | ---------------------------------------------------------------------- |
| 2001 | My First Mister                                        | Ashley                          |                                                                        |
| 2002 | Halloween: Resurrection                                | Jennifer "Jen" Danzig           |                                                                        |
| 2007 | White Noise: The Light                                 | Sherry Clarke                   | Main role                                                              |
| 2007 | The Last Sentinel                                      | Garota                          |                                                                        |
| 2009 | Battlestar Galactica                                   | Capt. Kara "Starbuck" Thrace    |                                                                        |
| 2011 | Batman: Year One                                       | Det. Sarah Essen (voz)          | Vídeo                                                                  |
| 2012 | Campus Killer                                          | Suzanne                         |                                                                        |
| 2013 | The Haunting in Connecticut 2: Ghosts of Georgia       | Joyce                           |                                                                        |
| 2013 | Sexy Evil Genius                                       | Nikki Franklyn                  |                                                                        |
| 2013 | Riddick                                                | Dahl                            |                                                                        |
| 2013 | Oculus                                                 | Marie Russell                   | Prêmio de Melhor Atriz coadjuvante no Fangoria Chainsaw Awards de 2015 |
| 2014 | Tell                                                   | Beverley                        |                                                                        |
| 2015 | Power/Rangers                                          | Kimberly Scott (née Hart)       | Curta-metragem                                                         |
| 2016 | Girl Flu                                               | Jenny Styles                    |                                                                        |
| 2016 | Don't Knock Twice                                      | Jess                            |                                                                        |
| 2018 | 2036 Origin Unknown                                    | Mackenzie 'Mack' Wilson         |                                                                        |
| 2021 | Night of the Animated Dead                             | Judy                            | Voz                                                                    |
| 2021 | Batman: The Long Halloween                             | Pamela Isley / Poison Ivy       | Voz                                                                    |
| 2024 | Justice League: Crisis on Infinite Earths - Part Three | Poison Ivy                      | Voz                                                                    |
| 2024 | Watchmen Chapter I                                     | Laurie Juspeczyk / Silk Spectre | Voz                                                                    |
| 2024 | Watchmen Chapter II                                    | Laurie Juspeczyk / Silk Spectre | Voz                                                                    |

### Televisão
| Ano           | Título                         | Papel                        | Notas                                                                                        |
| ------------- | ------------------------------ | ---------------------------- | -------------------------------------------------------------------------------------------- |
| 1998          | Fifteen and Pregnant           | Karen Gotarus                | Filme televisivo                                                                             |
| 1999          | Locust Valley                  | Claire Shaw                  | Filme televisivo                                                                             |
| 1999          | Zoe, Duncan, Jack and Jane     | Susan                        | Episódio: "Sympathy for Jack"                                                                |
| 1999          | Chicken Soup for the Soul      | Claire                       | Episódio: "Starlight, Star Bright"                                                           |
| 1999          | Hefner: Unauthorized           | Mary                         | TV film                                                                                      |
| 2000          | Undressed                      | Annie                        | 4 episódios                                                                                  |
| 2000–2001     | The Fearing Mind               | Lenore Fearing               | 13 episódios                                                                                 |
| 2001–2002     | The Education of Max Bickford  | Nell Bickford                | 22 episódios                                                                                 |
| 2002          | ER                             | Jason's Girlfriend           | Episódio: "A Hopeless Wound"                                                                 |
| 2003          | Battlestar Galactica           | Kara "Starbuck" Thrace       | Minissérie                                                                                   |
| 2003          | Boomtown                       | Holly                        | Episódio: "The Big Picture"                                                                  |
| 2004          | Cold Case                      | Terri Maxwell (1969)         | Episódio: "Volunteers"                                                                       |
| 2004–2009     | Battlestar Galactica           | Kara "Starbuck" Thrace       | 71 episódios; Prêmio de Melhor Atriz coadjuvante no Saturn Award de 2006 (em relação a 2005) |
| 2007          | The Wedding Wish               | Sara Jacob                   | Filme televisivo                                                                             |
| 2007          | Bionic Woman                   | Sarah Corvus                 | 5 episódios                                                                                  |
| 2007          | Battlestar Galactica: Razor    | Capt. Kara "Starbuck" Thrace | Filme televisivo                                                                             |
| 2007–presente | Robot Chicken                  | Various (voz)                | 10 episódios                                                                                 |
| 2008–2024     | Law & Order                    | Dianne Cary                  | Episódio: "Knock Off"                                                                        |
| 2008–2024     | Law & Order                    | Vanessa Gallo                | Episode: "Big Brother"                                                                       |
| 2009          | Lost and Found                 | Tessa Cooper                 | Piloto                                                                                       |
| 2009          | Nip/Tuck                       | Dr. Theodora "Teddy" Rowe    | 4 episódios                                                                                  |
| 2009, 2010    | The Big Bang Theory            | Herself                      | 2 episódios                                                                                  |
| 2010          | Boston's Finest                | Julia Scott                  | Filme televisivo                                                                             |
| 2010          | 24                             | Dana Walsh                   | 20 episódios                                                                                 |
| 2010          | Futurama                       | Grrrl (voz)                  | Episódio: "Lrreconcilable Ndndifferences"                                                    |
| 2010–2011     | CSI: Crime Scene Investigation | Det. Frankie Reed            | 3 episódios                                                                                  |
| 2011          | The Super Hero Squad Show      | Mulher-Hulk (voz)            | Episódio: "So Pretty When They Explode!"                                                     |
| 2011          | Workaholics                    | Rachel                       | Episódio: "Karl's Wedding"                                                                   |
| 2012–2013     | Star Wars: The Clone Wars      | Bo-Katan Kryze (voz)         | 4 episódios                                                                                  |
| 2012–2017     | Longmire                       | Victoria "Vic" Moretti       | 63 episódios                                                                                 |
| 2015          | Rain                           |                              |                                                                                              |
| 2017          | Star Wars Rebels               | Bo-Katan Kryze (voice)       | 2 episódios                                                                                  |
| 2017–2020     | The Flash                      | Amunet Black / Blacksmith    | 6 episódios                                                                                  |
| 2019–2021     | Another Life                   | Niko Breckinridge            | 20 episódios. Protagonista                                                                   |
| 2020–presente | The Mandalorian                | Bo-Katan Kryze               | 10 episódios                                                                                 |

### Vídeo Games
| Ano  | Título                      | Papel                 | Notas      |
| ---- | --------------------------- | --------------------- | ---------- |
| 2007 | Halo 3                      | Female Marine 3 (voz) | Video game |
| 2008 | Resistance 2                | Cassie Aklin (voz)    | Video game |
| 2011 | Spider-Man: Edge of Time    | Gata Negra 2099 (voz) | Video game |
| 2015 | Call of Duty: Black Ops III | Sarah Hall            | Dublagem   |
| 2016 | Eve: Valkyrie               | Rán Kavik             | Dublagem   |